# Colibrí d'Esmeraldas
El colibrí d'Esmeraldas (Chaetocercus berlepschi) és una espècie d'ocell de la família dels troquílids (Trochilidae) que habita la selva humida i vegetació baixa de l'Equador occidental.